# Шевченковское (Запорожский район)
Шевченковское (укр. Шевченківське) — село,
Степненский сельский совет,
Запорожский район,
Запорожская область,
Украина.
Код КОАТУУ — 2322188603. Население по переписи 2001 года составляло 354 человека.

## Географическое положение
Село Шевченковское находится на расстоянии в 1,5 км от села Тарасовка (Ореховский район) и в 2-х км от села Григоровское (Ореховский район).
Рядом проходит автомобильная дорога Т-0803.

## История
- 1926 год — дата основания как Шевченко.
- В 1963 году переименовано в село Шевченковское.